# Liste der Kellergassen in Eggenburg
Die Liste der Kellergassen in Eggenburg führt die Kellergassen in der niederösterreichischen Gemeinde Eggenburg an.
| Foto |                 | Kellergasse       | Standort                  | Beschreibung |
| ---- | --------------- | ----------------- | ------------------------- | --- |
| ja   | Datei hochladen | „Landesstraße“    | KG: Engelsdorf Standort   | Die Kellergasse ist eine einseitige Einzelkellergasse an einer Geländekante. Sie besteht aus 18 Gebäuden und hat eine Länge von 350 Metern. Die älteste Datierung geht auf das Jahr 1946 zurück. |
| ja   | Datei hochladen | Kellergasse       | KG: Stoitzendorf Standort | Die Kellergasse ist eine beidseitige Einzelkellergasse in Muldenlage. Sie besteht aus 31 Gebäuden und hat eine Länge von 350 Metern. Die älteste Datierung geht auf das Jahr 1785 zurück.        |
| ja   | Datei hochladen | Wartberger Straße | KG: Stoitzendorf Standort | Die Kellergasse ist ein einseitiges Kellergassensystem in ebener Lage. Sie besteht aus 18 Gebäuden und hat eine Länge von 200 Metern.                                                            |

| Foto:                    | Fotografie der Kellergasse (Gesamtheit). Klicken des Fotos erzeugt eine vergrößerte Ansicht. Daneben finden sich zwei Symbole: \| Weitere Bilder vorhanden \| Das Symbol bedeutet, dass weitere Fotos des Objekts verfügbar sind. Durch Klicken des Symbols werden sie angezeigt. \| \| Eigenes Foto hochladen \| Durch Klicken des Symbols können weitere Fotos des Objekts in das Medienarchiv Wikimedia Commons hochgeladen werden. \| |
| Name:                    | Bezeichnung der Kellergasse |
| Standort:                | Es ist die Katastralgemeinde (KG) angegeben. Durch Aufruf des Links Standort wird die Lage der Kellergasse in verschiedenen Kartenprojekten angezeigt. |
| Beschreibung             | Kurze Beschreibung der Kellergasse |
| Weitere Bilder vorhanden | Das Symbol bedeutet, dass weitere Fotos des Objekts verfügbar sind. Durch Klicken des Symbols werden sie angezeigt. |
| Eigenes Foto hochladen   | Durch Klicken des Symbols können weitere Fotos des Objekts in das Medienarchiv Wikimedia Commons hochgeladen werden. |